# Aleksandr Kłubow
Aleksandr Fiodorowicz Kłubow (ros. Александр Фёдорович Клубов, ur. 18 stycznia 1918 we wsi Jarunowo w obwodzie wołogodzkim, zm. 1 listopada 1944 w Turbi) – radziecki lotnik wojskowy, kapitan, dwukrotny Bohater Związku Radzieckiego (1944 i 1945).

## Życiorys
W 1934 skończył niepełną szkołę średnią w Leningradzie, później szkołę fabryczno-zawodową, uczył się w aeroklubie. Od stycznia 1939 służył w Armii Czerwonej, w 1940 ukończył Czugujewską Wojskową Szkołę Pilotów w stopniu młodszego porucznika i został lotnikiem pułku lotnictwa myśliwskiego w Zakaukaskim Okręgu Wojskowym, w sierpniu 1941 uczestniczył we wkroczeniu wojsk radzieckich do Iranu. Od 10 sierpnia 1942 walczył w wojnie z Niemcami w składzie 84 pułku lotnictwa myśliwskiego 216 Dywizji Lotnictwa Myśliwskiego 4 Armii Powietrznej Frontu Zakaukaskiego, 15 września 1942 odniósł pierwsze zwycięstwo, 2 listopada 1942 w walkach o Mozdok jego samolot został uszkodzony. Od 25 lutego do 24 kwietnia 1943 walczył na Froncie Północno-Kaukaskim, od 1943 należał do WKP(b), w maju 1943 został przeniesiony do 16 pułku lotnictwa myśliwskiego gwardii, został zastępcą dowódcy eskadry w stopniu starszego porucznika, walcząc na Kubaniu, Półwyspie Tamańskim i Cieśninie Kerczeńskiej, 1 sierpnia 1943 został skierowany na Front Południowy. Brał udział w wyzwoleniu Donbasu i bitwie o Dniepr, walkach w obwodzie zaporoskim i Krymie. Otrzymał stopień kapitana. W maju 1944 walczył na 2 Froncie Ukraińskim, biorąc udział w walkach nad Mołdawską SRR i Rumunią. 10 maja 1944 podczas kłótni ranił z pistoletu mechanika pułku lotniczego, za co został wykluczony z partii i skazany na 6 lat robót z odroczenie wykonania wyroku do końca wojny. Od lipca 1944 walczył na 1 Froncie Ukraińskim, brał udział w operacji lwowsko-sandomierskiej i walkach o przyczółek sandomierski. Jako pomocnik dowódcy 16 gwardyjskiego pułku lotnictwa myśliwskiego 9 Gwardyjskiej Dywizji Lotnictwa Myśliwskiego 6 Gwardyjskiego Korpusu Lotnictwa Myśliwskiego 2 Armii Powietrznej wykonał łącznie 457 lotów bojowych i wziął udział w 95 walkach powietrznych, w których strącił osobiście 31 i w grupie 16 samolotów wroga. Zginął na Lotnisku Stalowa Wola-Turbia podczas wykonywania lotu treningowego. Został pochowany na Wzgórzu Sławy we Lwowie.

## Odznaczenia
- Złota Gwiazda Bohatera Związku Radzieckiego (dwukrotnie - 13 kwietnia 1944 i pośmiertnie 27 czerwca 1945)
- Order Lenina (13 kwietnia 1944)
- Order Czerwonego Sztandaru (dwukrotnie - 19 października 1942 i 4 listopada 1943)
- Order Aleksandra Newskiego (2 lutego 1944)
- Order Wojny Ojczyźnianej I klasy (2 maja 1943)